# Roztoky u Jilemnice
Roztoky u Jilemnice (jusqu'en 1960 : Roztoky ; en allemand : Rostok) est une commune du district de Semily, dans la région de Liberec, en Tchéquie. Sa population s'élevait à 1 070 habitants en 2021.

## Géographie
Roztoky u Jilemnice se trouve à 6 km au sud de Jilemnice, à 13 km à l'est-sud-est de Semily, à 39 km au sud-est de Liberec et à 94 km au nord-est de Prague.
La commune est limitée par Jilemnice au nord, par Martinice v Krkonoších et Studenec à l'est, par Levínská Olešnice et Stará Paka au sud, par Svojek au sud-est et par Kruh et Mříčná à l'ouest.

## Histoire
La première mention écrite de la localité date de 1360.

## Transports
Par la route, Roztoky u Jilemnice se trouve à 6 km de Jilemnice, à 18 km de Semily, à 59 km de Liberec et à 121 km de Prague.